# Waldsiepen

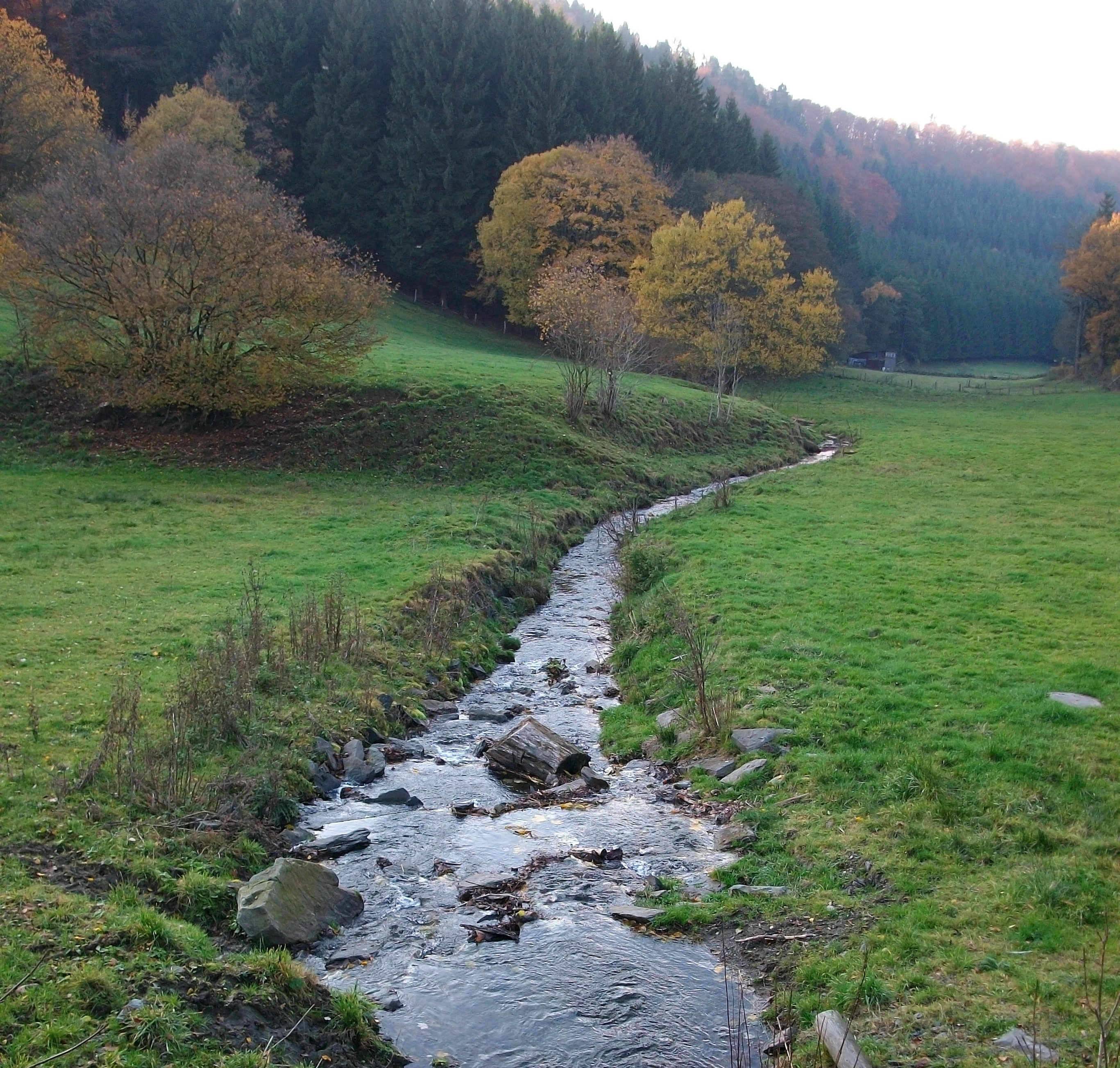
Waldsiepen bei Vorwald

Der Waldsiepen ist ein 4,81 km langer, orografisch linker Nebenfluss der Lenne im nordrhein-westfälischen Hochsauerlandkreis, Deutschland.

## Geographie
Der Bach entspringt an der Nordflanke des zum Hauptkamm des Rothaargebirges gehörenden Albrechtsberg (770,8 m) auf einer Höhe von 735 m ü. NHN. Er fließt vorrangig in nordwestliche Richtungen und nimmt dabei zahlreiche kurze Nebenflüsse auf. Als längster Nebenfluss mündet die Große Bellmecke mit einer Länge von 1,64 km bei Vorwald. In Oberkirchen mündet der Waldsiepen auf 432 m ü. NHN linksseitig in die Lenne.
Auf seinem 4,81 km langen Weg überwindet der Bach einen Höhenunterschied von 303 m, was einem mittleren Sohlgefälle von 63,0 ‰ entspricht. er entwässert ein 6,508 km² großes Einzugsgebiet über Lenne, Ruhr und Rhein zur Nordsee.